# Marc-Antoine Olivier
Marc-Antoine Daniel Frédéric Olivier (Denain, 18 de junio de 1996) es un deportista francés que compite en natación, en la modalidad de aguas abiertas.
Participó en tres Juegos Olímpicos de Verano, obteniendo una medalla de bronce en Río de Janeiro 2016, el sexto lugar en Tokio 2020 y el séptimo en París 2024, en la prueba de 10 km.
Ganó ocho medallas en el Campeonato Mundial de Natación entre los años 2017 y 2025, y nueve medallas en el Campeonato Europeo de Natación entre los años 2016 y 2025.

## Palmarés internacional
| Juegos Olímpicos   | Juegos Olímpicos        | Juegos Olímpicos  | Juegos Olímpicos |
| Año                | Lugar                   | Medalla           | Prueba           |
| ------------------ | ----------------------- | ----------------- | ---------------- |
| 2016               | Río de Janeiro (Brasil) | Medalla de bronce | 10 km            |
| Campeonato Mundial |                         |                   |                  |
| Año                | Lugar                   | Medalla           | Prueba           |
| 2017               | Budapest (Hungría)      | Medalla de oro    | 5 km             |
| 2017               | Budapest (Hungría)      | Medalla de oro    | Equipo mixto     |
| 2017               | Budapest (Hungría)      | Medalla de bronce | 10 km            |
| 2019               | Gwangju (Corea del Sur) | Medalla de plata  | 10 km            |
| 2024               | Doha (Catar)            | Medalla de plata  | 5 km             |
| 2024               | Doha (Catar)            | Medalla de plata  | 10 km            |
| 2025               | Singapur (Singapur)     | Medalla de bronce | 3 km eliminación |
| 2025               | Singapur (Singapur)     | Medalla de bronce | 5 km             |
| Campeonato Europeo |                         |                   |                  |
| Año                | Lugar                   | Medalla           | Prueba           |
| 2016               | Hoorn (Países Bajos)    | Medalla de bronce | 10 km            |
| 2018               | Glasgow (Reino Unido)   | Medalla de bronce | Equipo mixto     |
| 2021               | Budapest (Hungría)      | Medalla de plata  | 5 km             |
| 2021               | Budapest (Hungría)      | Medalla de plata  | 10 km            |
| 2022               | Roma (Italia)           | Medalla de plata  | 10 km            |
| 2024               | Belgrado (Serbia)       | Medalla de plata  | 5 km             |
| 2024               | Belgrado (Serbia)       | Medalla de plata  | 10 km            |
| 2024               | Belgrado (Serbia)       | Medalla de bronce | Equipo mixto     |
| 2025               | Stari Grad (Croacia)    | Medalla de bronce | 10 km            |